# Freyersen
Das Dorf Freyersen (niederdeutsch Freyersen) ist ein Ortsteil der Gemeinde Heeslingen im Landkreis Rotenburg (Wümme) in Niedersachsen. Freyersen ist stark landwirtschaftlich geprägt.

## Geographie und Verkehrsanbindung
Der Ort liegt zwei Kilometer südöstlich von Heeslingen. Die Oste trennt Freyersen vom direkt nördlich gelegenen Weertzen.

### Nachbarorte
Nachbarorte sind Osterboitzen und Steddorf im Norden, Hanrade und Klein Meckelsen im Nordosten, Groß Meckelsen und Volkensen im Südosten, Rüspel im Süden, Frankenbostel im Südwesten, Wiersdorf im Westen sowie Weertzen im Nordwesten.

## Geschichte
Vor 1885 gehörte Freyersen zur Börde Elsdorf im Amt Zeven.
1791 bestand Freyersen aus neun Feuerstellen, 1824 hat sich die Anzahl auf sieben verringert.
Während der Franzosenzeit gehörte Freyersen von 1810 bis 1814 zur Mairie Groß Sittensen im Kanton Zeven. Die Gegend gehörte in dieser Zeit 1810 zum Königreich Westphalen und anschließend von 1811 bis 1814 direkt zum Französischen Kaiserreich unter Napoleon. Nach 1814 kehrte der alte Stand wieder ein.
1848 hatte Freyersen 61 Einwohner in 11 Häusern. Zum 1. Dezember 1871 ist die Zahl auf 70 Einwohnern in 12 Häusern gestiegen.
Am 1. Dezember 1910 hatte der Ort, der seit 1885 zum Kreis Zeven gehörte, 67 Einwohner.
Der Kreis Zeven ging 1932 im Landkreis Bremervörde auf. Dieser fusionierte 1977 mit dem alten Landkreis Rotenburg (Wümme) zum heute noch bestehenden Landkreis Rotenburg (Wümme).
Im Jahr 1929 wurde Freyersen in die Gemeinde Weertzen eingegliedert, die dann am 1. März 1974 nach Heeslingen eingemeindet wurde.

### Religion
Freyersen ist evangelisch lutherisch geprägt und gehört zum Kirchspiel der Allerheiligenkirche in Elsdorf. Die Christ-König-Kirche in Zeven (Kirchengemeinde Corpus Christi, Rotenburg) ist die zuständige katholische Kirche.
Freyersen hat einen Waldfriedhof.

## Politik

### Ortsbeauftragter
Ortsbeauftragter ist Christian Jahn.

## Kultur, Sehenswürdigkeiten, Infrastruktur
Siehe Liste der Baudenkmale in Heeslingen
- Wohnhaus Freyerser Straße 15 von 1864 in Fachwerk
- Wohn- und Wirtschaftsgebäude Freyerser Straße 12 in Fachwerk von um 1710, versetzt um 1900

- Freiwillige Feuerwehr

- Durch den Ort führt eine Vielzahl von Radwegen, unter anderem der Radfernweg Hamburg–Bremen.

## Wirtschaft und Verkehr
Durch Freyersen verläuft die Kreisstraße 130, die im Süden hinter Rüspel in die Kreisstraße 126 mündet und im Nordwesten nach Weertzen zur Landesstraße 142 führt. Die L 124 schafft eine Verbindung nach Zeven zur Bundesstraße 71 im Westen und über Sittensen nach Tostedt im Südosten. Nebenstraßen führen nach Frankenbostel und Volkensen.
Die nächsten Personenbahnhöfe liegen über 20 km entfernt in Scheeßel (Bahnstrecke Hamburg–Bremen) und Harsefeld (Bahnstrecke Bremerhave–Buxtehude). Die nur noch im Güterverkehr betriebene Bahnstrecke Wilstedt–Tostedt verläuft direkt in der Nähe von Freyersen. Im benachbarten Weertzen bestand ein Bahnhof. Personenverkehr gab es hier von 1917 bis 1971.